# Geoffrey Hill
Pour les articles homonymes, voir Hill.
Geoffrey Hill, né le 18 juin 1932 à Bromsgrove et mort le 30 juin 2016, est un poète anglais et professeur émérite de littérature.

## Biographie
Il étudie la littérature à l'université d'Oxford, avant de devenir professeur à l'université de Leeds (1954-1980), puis à Cambridge (1981-1988) et, enfin, à l'université de Boston (1989-2006). Il est marié à Alice Goodman.
Il est un des plus importants poètes contemporains de langue anglaise. 
Il est fait chevalier le 31 décembre 2011, pour services rendus à la littérature. 

## Publications

### Poésie
- For the Unfallen (1958)
- King Log (1968)
- Mercian Hymns (1971)
- Tenebrae (1978)
- The Mystery of the Charity of Charles Péguy (1983)
- New and Collected Poems (1994)
- Canaan (1997)
- The Triumph of Love (1998)
- Speech! Speech! (2000)
- The Orchards of Syon (2002)
- Scenes from Comus (2005)
- Without Title (2006)
- Selected Poems (2006)
- A Treatise of Civil Power (2005)
- A Treatise of Civil Power (2007)

### Essais
- The Lords of Limit (1984)
- The Enemy's Country (1991)
- Style and Faith (2003)
- Collected Critical Writings (2008)